# Новая Коса (Дагестан)
Но́вая Коса́ ( ранее Ватага Кут Иванова, Новая Заря) — село в Бабаюртовском районе Дагестана. Центр сельского поселения Новокосинский сельсовет.

## География
Расположено на южном берегу Аграханского залива.

## История
Образовано в конце XIX века русскими переселенцами как рыбный промысел. Позже в село поселяют ногайцев и калмыков, перешедших на оседлый образ жизни. В 1943 году всё калмыцкое население села было выслано в Сибирь.

## Население
| 1926 | 1939 | 1959 | 1970  | 1989 | 2002 | 2010 |
| ---- | ---- | ---- | ----- | ---- | ---- | ---- |
| 44   | ↗103 | ↗517 | ↗1038 | ↘446 | ↗519 | ↗664 |
| 2021 |      |      |       |      |      |      |
| ↗730 |      |      |       |      |      |      |

## Хозяйство
В советский период в селе существовал крупный рыболовецкий колхоз, занимавшийся выловом рыб частиковых и осетровых пород в Аграханском заливе и р.Терек. В настоящее время большая часть населения занимается браконьерским ловом рыбы, либо выезжает на заработки за пределы села.

## Экологические проблемы
Село подвержено частым подтоплениям водами Аграханского залива и разливами р. Терек. Село окружено дамбой, ограждающей от большой воды. В середине 70-х годов, после прорыва реки Терек непосредственно в Каспийское море, и разделения залива на две части, начался интенсивный подъём воды в Южном Аграхане. В результате четверть домостроений села оказались в акватории залива и были разрушены. Последнее крупное бедствие, связанное с водой, произошло в 2005 году, когда в результате прорыва оградительных валов Терека водами реки были затоплены обширные площади Терско-Сулакской низменности. Село оказалось полностью окружено водой и на 3 месяца отрезано от «большой земли», а часть его подтоплено. В 2010 году на трассе Астрахань-Махачкала, в районе водохранилища «Мехтеб» выделен участок под переселение жителей сёл Новая Коса и Оразгулаул.